# العلاقات الغينية الفنلندية
العلاقات الغينية الفنلندية هي العلاقات الثنائية التي تجمع بين غينيا وفنلندا.

## مقارنة بين البلدين
هذه مقارنة عامة ومرجعية للدولتين:
| وجه المقارنة                                              | غينيا       | فنلندا                                                                               |
| --------------------------------------------------------- | ----------- | ------------------------------------------------------------------------------------ |
| المساحة (كم2)                                             | 245.86 ألف  | 338.42 ألف                                                                           |
| عدد السكان (نسمة)                                         | 12.72 مليون | 5.52 مليون                                                                           |
| الكثافة السكانية (ن./كم²)                                 | 51.74       | 16.31                                                                                |
| العاصمة                                                   | كوناكري     | هلسنكي                                                                               |
| اللغة الرسمية                                             | لغة فرنسية  | اللغة الفنلندية، اللغة السويدية                                                      |
| العملة                                                    | فرنك غيني   | يورو، ماركا فنلندية                                                                  |
| الناتج المحلي الإجمالي (بليون دولار)                      | 10.50 مليار | 251.88 مليار                                                                         |
| الناتج المحلي الإجمالي (تعادل القوة الشرائية) بليون دولار | 15.24 مليار | 231.84 مليار                                                                         |
| الناتج المحلي الإجمالي الاسمي للفرد دولار أمريكي          | 531         | 42.31 ألف                                                                            |
| الناتج المحلي الإجمالي للفرد دولار أمريكي                 | 1.22 ألف    | 40.68 ألف                                                                            |
| مؤشر التنمية البشرية                                      | 0.411       | 0.883                                                                                |
| رمز المكالمات الدولي                                      | +224        | +358                                                                                 |
| رمز الإنترنت                                              | .gn         | .fi                                                                                  |
| المنطقة الزمنية                                           | 00          | ت ع م+02:00، ت ع م+03:00، أوروبا/هلسنكي ‏، توقيت شرق أوروبا، توقيت شرق أوروبا الصيفي ‏ |

## منظمات دولية مشتركة
يشترك البلدان في عضوية مجموعة من المنظمات الدولية، منها:
| علم المنظمة | اسم المنظمة                               | تاريخ انضمام غينيا | تاريخ انضمام فنلندا |
| ----------- | ----------------------------------------- | ------------------ | ------------------- |
|             | مؤسسة التنمية الدولية                     | 26 سبتمبر 1969     | 29 ديسمبر 1960      |
|             | يونسكو                                    | 2 فبراير 1960      | 10 أكتوبر 1956      |
|             | وكالة ضمان الاستثمار متعدد الأطراف        | 5 أكتوبر 1995      | 28 ديسمبر 1988      |
|             | الأمم المتحدة                             | 12 ديسمبر 1958     | 14 ديسمبر 1955      |
|             | الفريق المعني برصد الأرض                  | ?                  | ?                   |
|             | الاتحاد البريدي العالمي                   | ?                  | ?                   |
|             | البنك الدولي للإنشاء والتعمير             | 28 سبتمبر 1963     | 14 يناير 1948       |
|             | منظمة حظر الأسلحة الكيميائية              | ?                  | ?                   |
|             | مؤسسة التمويل الدولية                     | 22 أكتوبر 1982     | 20 يوليو 1956       |
|             | المركز الدولي لتسوية المنازعات الاستشارية | 4 ديسمبر 1968      | 8 فبراير 1969       |
|             | منظمة التجارة العالمية                    | 25 أكتوبر 1995     | 1995                |
|             | منظمة الشرطة الجنائية الدولية             | ?                  | ?                   |
|             | البنك الإفريقي للتنمية                    | ?                  | ?                   |

## وصلات خارجية
- موقع وزارة الخارجية الفنلندية